# Моршин
Мо́ршин (укр. Мо́ршин) — город в Стрыйском районе Львовской области Украины на Прикарпатье, один из лучших и перспективных бальнеологических курортов Украины. Административный центр Моршинской городской общины.

## Географическое положение
Город расположен на склоне Карпатского хребта на высоте 340 м над уровнем моря в 82 км от г. Львова, в 100 км от г. Ивано-Франковска. Отличается своеобразным ландшафтом и мягким климатом. Лето в Моршине нежаркое, влажное, а осень длинная и тёплая. Средняя температура летних месяцев около +18, а холоднее всего бывает в январе (-4). Среднегодовая сумма осадков в Моршине составляет 759 мм, больше всего в конце весны и летом. Летние и осенние месяцы приемлемы для аэрогелиотерапии, проведения спортивных игр, купания в озере, прогулок в лесу, богатого ягодами и грибами.

## История
Первое письменное упоминание о Моршине датируется 2 января 1482 года в судебной записи, где упоминается, что село Моршин принадлежит шляхтичу Юрию Нагваздану и входит в состав Польского королевства. Тогда это было небольшое село, которое насчитывало 12 дворов.
Название, вероятно, происходит от угрофинского морша «ровное место» (слово могло быть принесено с миграцией волжско-камских болгар в Придунавье), так как Моршин расположен в относительно ровной местности по сравнению с соседними горами.
С давних времен крестьяне в Моршине использовали источники для вываривания соли. Позднее за этот промысел решили взяться тогдашние собственники Моршина Бранецкие, которые добились от королевской канцелярии разрешения на открытие соляных шахт. Было выкопано пять шахтных колодцев для добычи рассола, из которого путём вываривания получалась соль. Однако промысел не оправдал себя — моршинская соль была горькой и непригодной для употребления.
В связи с этими солеварнями упоминаются два имени — Петр Морштин и Юрий Морштин, немцев по происхождению, которые получили в аренду эти земли от польского короля Казимира. Историки допускают, что название города Моршин, происходит от их фамилий.
В 1875 году, с прокладкой через Моршин железной дороги «Стрый — Станиславов» жизнь города значительно оживилась. Тогдашний хозяин купец Бонифаций Штиллер привлекал внимание людей к живописной местности, с которой теперь было доброе соединение. Приглашённые Штиллером врачи В. Пясецкий и С. Дзиковский начали организацию в Моршине климато- и водолечения по образцу западных курортов, которые были к тому времени довольно модными. В мае 1878 года С. Дзиковский докладывает о возможности организации курорта в Моршине на заседании «бальнеологической комиссии» в Кракове. Врач Лютостанский, который провел инспекцию Моршина, рассказывает о наличии на курорте помещения на 12 ванн, трех жилых помещений для приезжих, деревянного водопровода. Также он обращает внимание на три источника с горько-солёной водой. 1878 год стал годом первого официального лечебного сезона с открытием «Учреждения для лечения грудных заболеваний». С того времени минеральные воды источников Моршина становятся предметом изучения. Первый химический анализ рассола источника № 1 опубликовано профессором Львовского университета В. Радзишевским в 1881 году.
В 1879 году были очищены и благоустроены два шахтных колодца, которые названо именами владельца курорта Штиллера и его жены — источника «Бонифаций» и «Магдалена» (ныне источники № 1 и № 2). Кроме того именем дочери Людмилы Штиллер назвал источник № 3 с пресной водой, а именем сына Адама — шахтный колодец № 5 с нулевым дебитом. В этом же году выявлен ещё один источник, который даёт ультрапресную воду — источник Матери Божьей, или источник № 4. Одновременно в окраинах Моршина найдена торфяная грязь — «боровина».
Курортный сезон 1880 года открылся с новым названием — «Лечение минеральными водами и грязями». Воду минеральных источников начинают применять для ванн, а торфяную грязь — для грязевых ванн и аппликаций. Моршин стал бальнеогрязевым курортом.
В 1880—1881 годах сделаны первые попытки внутреннего употребления вод источника «Бонифаций», которые, очевидно, оказались успешными, так как с 1883 года эта вода продаётся в бутылках.
Моршин стал известным, о нём знали не только в Австро-Венгрии, а и за её пределами. В рекламных проспектах, которые выходили перед первой мировой войной, Моршин сравнивали с популярнейшими европейскими курортами, называли его «галицким Спа» и «галицким Карлсбадом». О лечебных свойствах моршинской воды в те годы писали много исследователей, приравнивая её к водам известных тогда немецких, венгерских и чешских курортов. Моршинский рассол экспортировался в США, Англию, Италию, Румынию и другие страны. К Моршину курсировали «вагоны с надписью „Варшава — Моршин-Курорт“, непосредственно из Варшавы в Моршин, два часа от Львова».

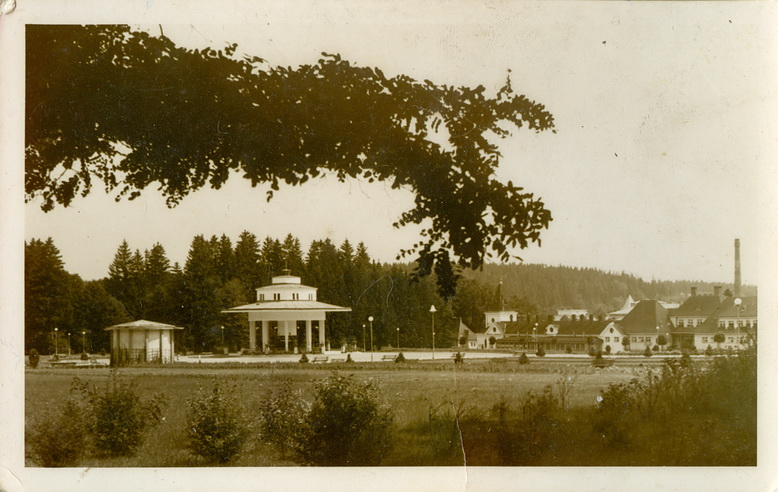
Моршин в 1930-е годы

В 1930 годах на курорте были построены водолечебница, грязелечебница, ингаляторий и бювет минеральных вод — «грибок», который стал символом города. В 1935 году по проекту инженера Никодемо́вича Обществом галицких врачей началось строительство «Курортного дома» — ныне санаторий «Мраморный дворец».
С приходом советской власти частные пансионаты были объединены в санатории, которых на начало 1950-х годов было девять. В 1957 году начала функционировать моршинская курортная поликлиника. В 1960 году курорт был передан в управление профсоюзам. В 1965—1975 годах на курорте была построена столовая на 800 мест, отделение связи, кинотеатр и Дом культуры. Построен современный бювет минеральных вод, рассчитанный на 6000 людей одновременного посещения.
Популярность курорта возрастала. В 1964 году его посетили 42221 человек, в 1973 году − 59288, в 1977 году — 67137 человек.
Моршин стал бальнеологическим курортом всесоюзного значения.
В 1979 году здесь был построен новый санаторный комплекс «Пролiсок» для родителей с детьми на 500 мест. Последний крупный санаторий — «Лаванда» — был построен в 1980-х годах.

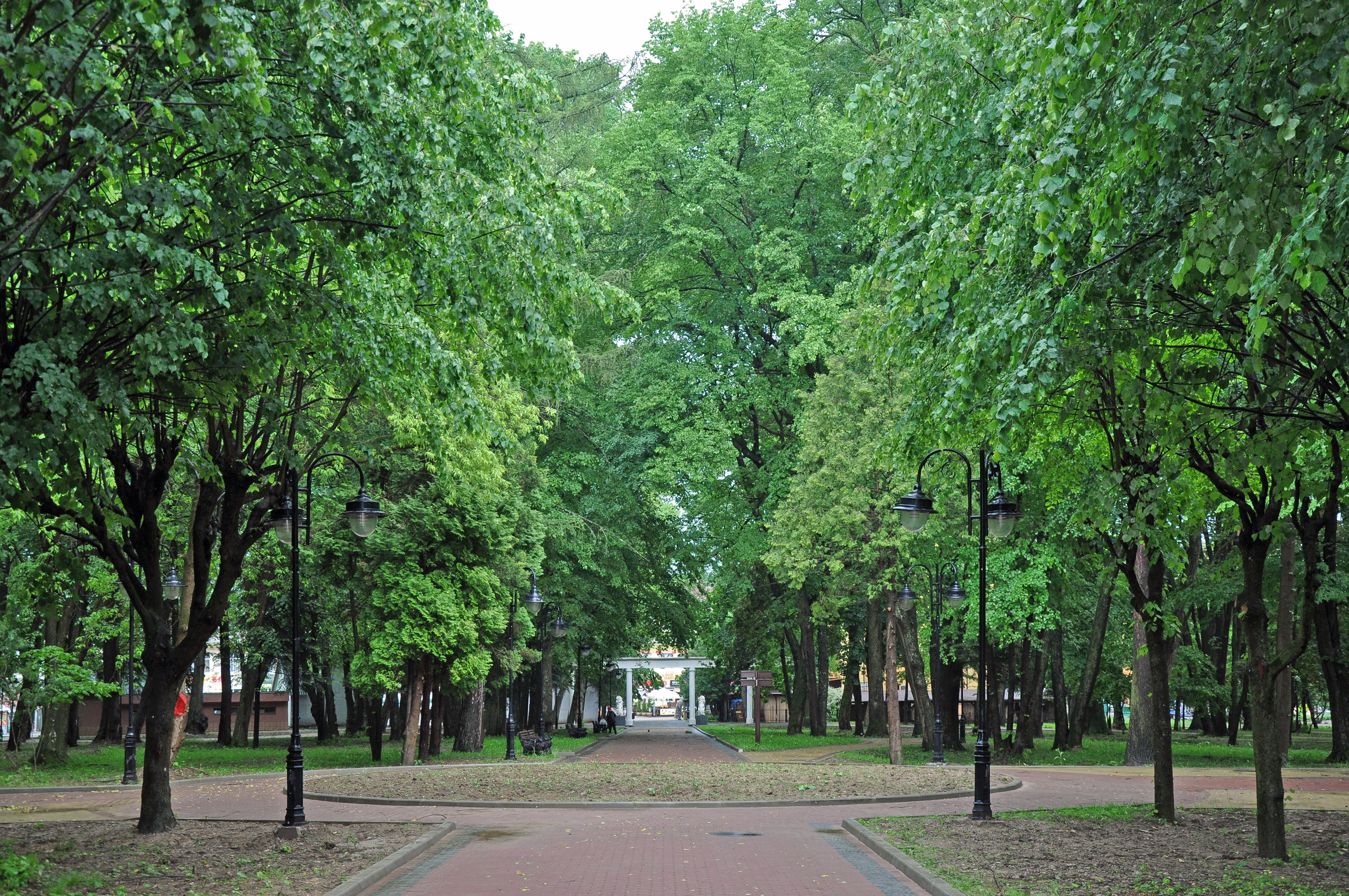
Городской парк

После провозглашения независимости Украины государственное имущество санаториев, которое управлялось профсоюзами, перешло в управление ЗАО «Укпрофздравница», дочерней структуры Федерации профсоюзов Украины. На курорте функционируют 6 санаториев, подчиненных ЗАО «Укрпрофздравница» — «Рассвет», «Днестр», «Лаванда», «Черемош», «Жемчужина Прикарпатья», «Подснежник». Им же управляется городской Дом культуры и общекурортный бювет минеральных вод. Имеются 3 частных санатория — «Моршинский», «Мраморный Дворец» и пансионат «Борис», а также ведомственные — пансионат «Зорецвет», санаторий «Геолог Прикарпатья». В соседнем селе Лисовичи — санатории «Нива» и «Прикарпатская ватра». Общая вместительность санаториев — около 5000 пациентов ежемесячно.
В 1996 году Моршин стал городом районного подчинения, 22 ноября 2002 года — получил статус города областного значения.

## Население
В январе 1989 года численность населения посёлка составляла 9158 человек.
По данным переписи 2001 года, украинцы составляли 94,58 % населения города, русские — 4,43 %.
На 1 января 2013 года численность населения составляла 6037 человек.

### Языковой состав
Родной язык населения по данным переписи 2001 года:
| Язык       | Численность, чел. | Доля     |
| ---------- | ----------------- | -------- |
| Украинский | 4 758             | 95,87 %  |
| Русский    | 190               | 3,83 %   |
| Другое     | 15                | 0,30 %   |
| Итого      | 4 963             | 100,00 % |

Украинский язык является основным и единственным официальным языком города.

## Курорт

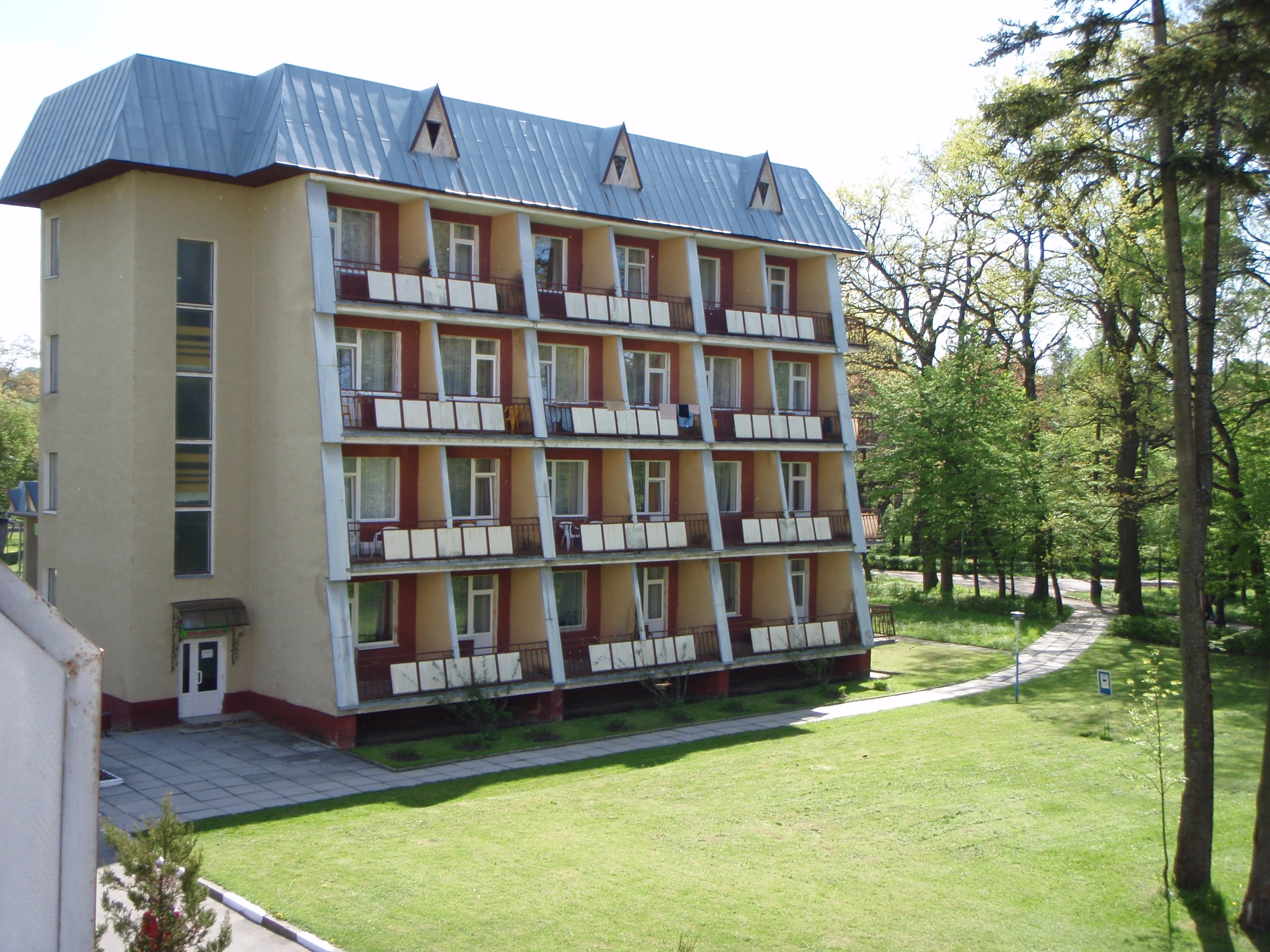
Корпус санатория «Жемчужина Прикарпатья»

Лечебными средствами обладают хлоридные сульфатно-натриево-магниевые, хлоридно-натриевые и сульфатно-хлоридные, кальциево-натриевые минеральные источники (минеральная вода которых используется для ванн и питья), а также торфяная грязь и озокерит.
Для хронических заболеваний желудка, кишечника, поджелудочной железы с успехом применяются минеральные воды источника № 1 и скважины № 6 с сульфатно-хлоридным, магниево-натриевым, и хлоридно-сульфатным, калиево-магниево-натриевым ионным содержанием. При сопутствующих заболеваниях почек и мочевыводящих путей, а также при нарушениях обмена веществ используется слабоминерализованная вода источника № 4.
В комплексе лечебных мероприятий больным назначаются минеральные, хвойные, жемчужные и другие лечебные микроклизмы, грязе- и озокеритолечение, лечебная физкультура, ингаляции и другие процедуры.
Биохимические, иммунологические и бактериологические обследования проводятся на базе санатория «Днестр», консультация врачей узких специальностей — в общекурортном лечебно-диагностическом центре.

## Спорт
В городе базировался футбольный клуб «Медик», проводивший игры на местном одноимённом стадионе и в сезоне 1993—1994 годов выступавший в переходной лиге Украины

## Транспорт
Железнодорожная станция Моршин на линии Стрый — Ивано-Франковск.